# Коссига, Франческо
Франче́ско Маури́цио Косси́га (итал. Francesco Maurizio Cossíga; 26 июля 1928, Сассари, Сардиния, Италия — 17 августа 2010, Рим, Италия) — итальянский государственный деятель, восьмой Президент Италии (1985—1992), председатель Совета министров Италии (1979—1980). Пожизненный сенатор, Почётный Президент Италии.

## Биография

### Ранние годы
Родился 26 июля 1928 года в Сассари, сын мелкого землевладельца Джузеппе Коссига и Мариуччии Дзанфарино (Mariuccia Zanfarino), старшая сестра Мария Антониетта умерла в 2004 году. Юный Франческо учился в частной начальной школе, в десятилетнем возрасте поступил в предварительную гимназию (ginnasio inferiore) при классическом лицее имени Адзуни в Сассари. В шестнадцать лет окончил его, учился в университете Сассари, затем в Католическом университете Милана, на время прерывал обучение и жил в Пизе. Впоследствии вернулся на юридический факультет университета Сассари и окончил его в 1948 году, защитив диплом на тему «Виды иммунитета в уголовном праве» (Le immunità nel diritto penale). Стал адвокатом, но занялся также изучением конституционного права и 31 января 1951 года был назначен ассистентом на кафедру конституционного права юридического факультета университета Сассари, где и преподавал с 1954 по 1970 год, является автором ряда научных работ.

### Воинские звания
23 ноября 1961 года президент Джованни Гронки присвоил Коссиге воинское звание capitano di corvetta (соответствует званию капитан 3-го ранга в советском и российском флоте), а в 1972 году президент Джованни Леоне повысил его до capitano di fregata (капитан 2-го ранга), хотя во флоте Коссига никогда не служил. «Capitano di corvetta» стало прозвищем Коссиги в узком кругу его ближайших соратников.

### Политическая карьера
1945—1985 — член Христианско-демократической партии (ХДП).
Являлся членом организации Католическое действие, состоял в Итальянской католической университетской федерации (FUCI). С 1956 по 1958 год возглавлял отделение ХДП в провинции Сассари.
С 1958 года депутат нижней палаты Парламента Италии.
С 1963 года — член руководства парламентской группы ХДП.
1974—1976 — министр без портфеля по вопросам государственной администрации.
1976—1978 — министр внутренних дел Италии. Провёл реорганизацию полиции и создал первое подразделение по борьбе с терроризмом. После гибели Альдо Моро вышел в отставку.
С августа 1979 по март 1980 и апреле—сентябре 1980 — председатель Совета министров Италии.
1983—1985 — Председатель Сената Итальянской Республики.
24 июня 1985 года избран президентом Италии на общем заседании двух палат парламента в первом туре. Стал самым молодым президентом Италии.
С 3 июля 1985 по 28 апреля 1992 года — Президент Италии.
В период президентства Коссиги разразился громкий скандал, связанный с незаконной деятельностью организации «Гладио» (Organizzazione Gladio), созданной в рамках проводимой НАТО операции «Гладио» по подготовке диверсионных групп на случай советского вторжения или прихода к власти коммунистов. В декабре 1991 года оппозиция (посткоммунистическая Демократическая партия левых сил) потребовала отстранения Коссиги от власти, но парламентское большинство это предложение не поддержало. Тем не менее, в апреле 1992 года, за два месяца до истечения срока своих полномочий, Коссига добровольно ушёл в отставку.
С 28 апреля 1992 года — Пожизненный сенатор.
Декретом председателя Совета министров провозглашён Почётным Президентом Италии.

### В отставке
В июле 1994 года суд первой инстанции вслед за прокуратурой Рима снял с Коссиги все обвинения, и тот вернулся в политическую жизнь.
Уйдя в отставку, Коссига также оставил ХДП и входил в Смешанную фракцию Сената. В 1998 году он сыграл решающую роль в создании нового политического формирования — Демократического союза за Республику (UDR) с целью объединить умеренные силы, уравновешивающие левых. В партию вошли отдельные представители из Вперёд, Италия, а также полностью — партии «Объединённые христианские демократы» (CDU) и Христианско-демократический центр (CCD). В октябре 1998 года ДСР, в котором Коссига официально занял должность почётного председателя, а на деле являлся неформальным идейным лидером, принял участие в правительстве Д’Алема, но в феврале 1999 года Коссига из партии вышел.
19 июня 2002 года Сенат большинством в 165 голосов против 57 при пяти воздержавшихся отклонил просьбу Франческо Коссиги об отставке с должности пожизненного сенатора, которую он в своём выступлении мотивировал, в числе прочего, чувством вины за участие в создании правовой системы, в которой судьи и следователи прокуратуры поставлены в положение «аятолл», считающих себя выше других институций и использующих в своей деятельности такие методы, как прослушивание телефонных разговоров и вскрытие переписки. По словам Коссиги, эта система делит страну на «маленький аристократический народ прослушивающих» и «большой народ прослушиваемых», к которым относятся также газеты, журналисты, главы государства и бывшие главы государства, как это случилось с бывшим президентом Республики Оскаром Луиджи Скальфаро.

## Семья
В 1960 году Франческо Коссига женился на Джузеппине Сигурани (1937-2018), в 1961 году у них родилась дочь Анна Мария, в 1963 — сын Джузеппе. В 1993 году супруги расстались, в 1998 году официально развелись, в 2007 году их брак был аннулирован Трибуналом Священной Римской Роты. Анна Мария стала преподавателем культурной антропологии в университете Link Campus и в университете Гульельмо Маркони. Джузеппе Коссига — специалист по аэронавтике, избирался в Палату депутатов XIV и XV созывов по спискам партии Вперёд, Италия, а в Палату XVI созыва — по спискам Народа свободы. В четвёртом правительстве Берлускони с 8 мая 2008 по 16 ноября 2011 года был младшим статс-секретарём Министерства обороны.

## Награды
| - Большой крест ордена «За заслуги перед Итальянской Республикой» декорированный большой лентой - Командор ордена «За заслуги перед Итальянской Республикой» - Бальи — кавалер Большого креста Мальтийского ордена - Большой крест ордена Леопольда I (Бельгия) - Цепь ордена Освободителя Сан-Мартина (Аргентина) - Цепь ордена Южного креста (Бразилия) - Цепь ордена Независимости (Катар) - Цепь ордена Пия (Ватикан) - Цепь ордена Серафимов (Швеция) - Цепь ордена Боливара (Венесуэла) - Цепь ордена Заслуг (Чили) - Цепь ордена Хуссейна (Иордания) - Цепь ордена Инфанта дона Энрике (Португалия) - Большой крест ордена Почётного легиона (Франция) - Большой крест ордена Святого Марина (Сан-Марино) - Орден Знамени Венгрии 1 степени. | - Большой крест ордена Заслуг (Польша) - Большой командорский крест ордена Данеброг - Цепь ордена «Al Merito Melitense» (Мальтийский орден) - Большой крест ордена Святого Михаила и Святого Георгия (Великобритания) - Большой крест ордена Христа (Португалия) - Большой крест ордена 7 ноября (Тунис) - Большой крест ордена Бани (Великобритания) - Большой крест ордена Оранских-Нассау (Нидерланды) - Большой крест ордена Заслуг (Египет) - Большой крест ордена Дубовой короны (Люксембург) - Большой крест ордена «За заслуги перед ФРГ» - Большой крест Ордена Исландского сокола - Великий офицер ордена Ацтекского орла (Мексика) - Великий офицер ордена Возрождения Польши - Орден Короля Томислава (Хорватия) - Золотой Орден Свободы (25 ноября 1992 года, Словения) - Большой крест Красного креста Италии. |

## Использованная литература
- Кто есть кто в мировой политике / Редкол.: Кравченко Л. П. (отв. ред.) и др. — М.: Политиздат, 1990. ISBN 5-250-00513-6